# Museo Arqueológico Casa del Marqués de San Jorge

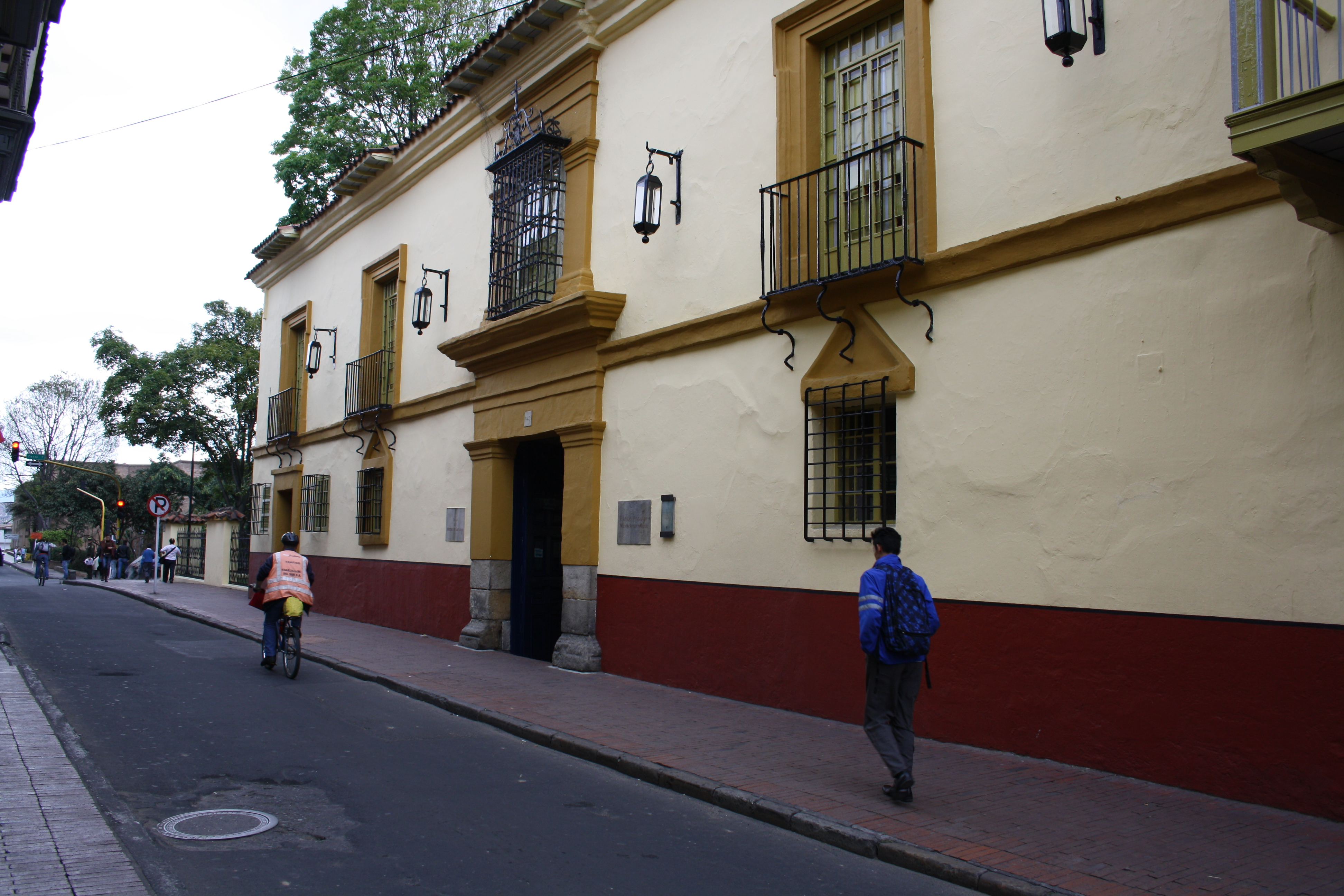
Fachada de la Casa del Marqués de San Jorge

El Museo Arqueológico «MUSA» es un museo de Bogotá cuya sede se conoce como la «Casa del Marqués de San Jorge», edificio que se remonta al siglo XVIII y que perteneció al citado Marqués (carrera 6, calle 7-43). La imponente mansión tiene un hermoso patio central que complementa el estilo colonial de todo el conjunto, propio de la época del virreinato. 
Se encuentra en el centro de la ciudad, en la carrera Sexta con calle Séptima, en el barrio colonial de La Candelaria. 

## La Casa del Marqués de San Jorge
La casa del Marqués de San Jorge fue construida a finales del siglo XVII. Es reconocida por ser la casa de Jorge Miguel Lozano de Peralta, el primer Marqués de San Jorge de Bogotá, compró la casona en 1784 para que fuera habitada por su primogénito, José María Lozano de Peralta, el segundo marqués de San Jorge, y por medio de su testamento incorporó más tierras a la propiedad pocos meses antes de morir. El segundo Marqués de San Jorge y sus descendientes fueron sus dueños durante cuarenta y ocho años.
Uno de sus propietarios a mediados del siglo XVIII fue Manuel Bernardo de Álvarez, abuelo materno de Antonio Nariño y fiscal de la Real Audiencia, motivo por el cual la calle en que se encuentra la casa se llama, precisamente, “La Calle del Fiscal”.

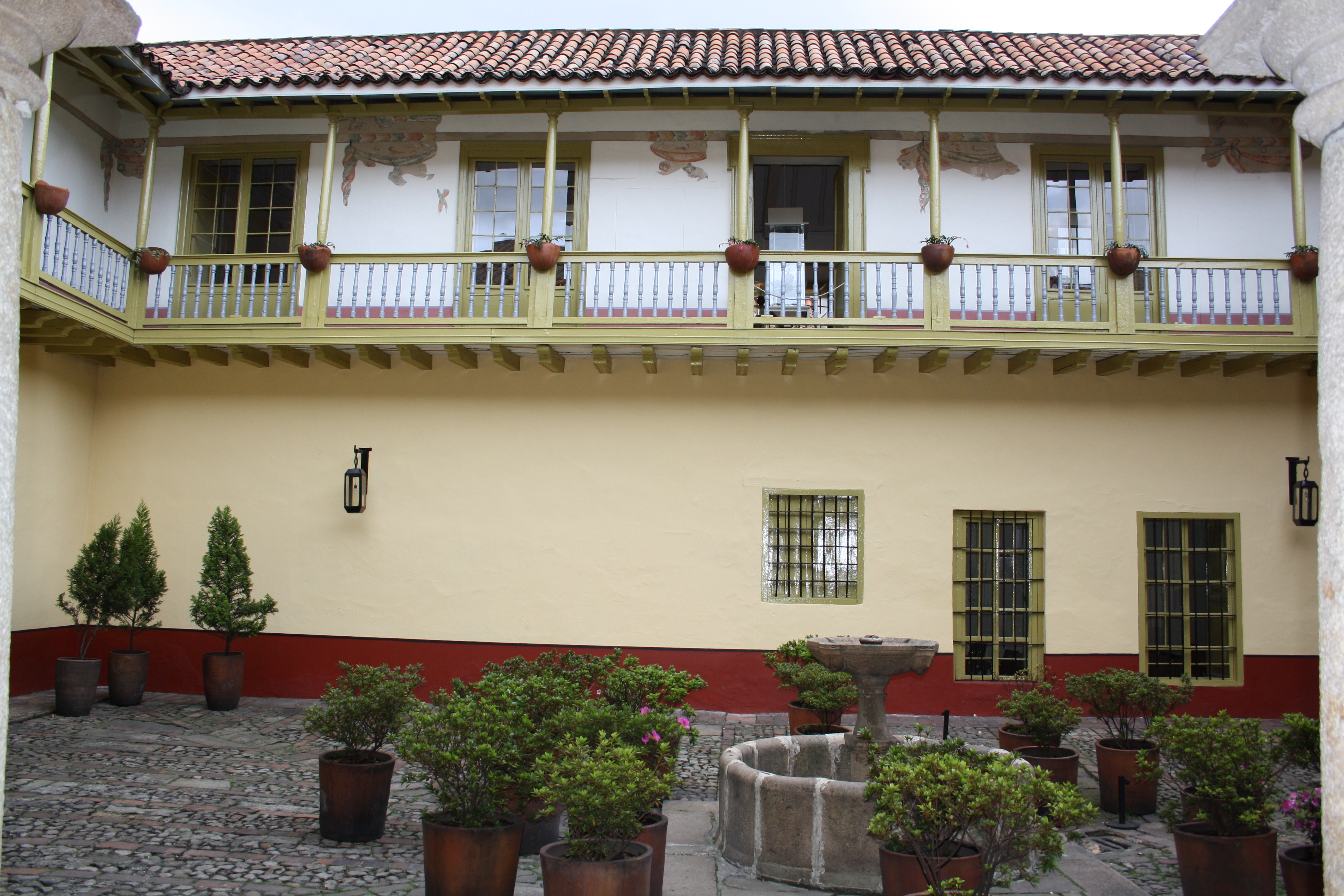
Patio central de la Casa del Marqués de San Jorge

La casa está ubicada a dos cuadras de la plaza mayor y ocupa un solar de más de un cuarto de manzana. Así como las ciudades y pueblos fundados en la Colonia están trazados en forma de manzanas rectangulares alrededor de una manzana central en la que se ubica la plaza mayor, las casas del periodo se construían con un patio central descubierto, alrededor del cual se disponían corredores y habitaciones. La casa del Marqués no es la excepción en este sentido, como tampoco resultan inusuales los materiales con los cuales está construida: tapia pisada, adobe secado, y ladrillo cocido.
En muchos otros aspectos, la casa del Marqués de San Jorge es excepcional: las fachadas, el patio y las estancias superan las dimensiones habituales para las viviendas de la época. La columna tallada en piedra que define el acceso por la esquina, el dintel de la puerta principal, y el balcón esquinero también son detalles constructivos muy peculiares. 
En 1786, el arquitecto e ingeniero español Domingo Esquiaqui, quien diseñó el Puente del Común, la torre de la iglesia de San Francisco y la sacristía de la Catedral, hizo algunas modificaciones en la casa por orden del primer Marqués. Ya durante el siglo XX, se realizaron reformas adicionales para acomodar la casa a las necesidades de las religiosas Adoratrices que la ocuparon a partir de 1943. En 1972, la casa del Marqués de San Jorge fue adquirida por el Banco Popular para ser utilizada como sede del Fondo de Promoción de la Cultura y alojar el Museo Arqueológico. A partir de ese año, se han adelantado varios trabajos de restauración.

## Colección
Patrocinado por el Banco Popular de Colombia, reúne en sus salas una colección más de 13 000 piezas de arte precolombino, una de las más importantes del país, junto con las colecciones del Museo del Oro y del Museo Nacional de Colombia.
El museo contiene una importante y rica colección arqueológica de elementos de diversas culturas precolombinas. Se destaca su colección de cerámica precolombina que abarca las distintas regiones de Colombia y que también incluye elementos provenientes de otras culturas asociadas de Perú y Ecuador.[cita requerida]
Además, también posee hermosas piezas de orfebrería y cestería.[cita requerida]